# Campidoglio (Salem)
Il Campidoglio di Salem (in inglese Oregon State Capitol) è la sede governativa dello Stato dell'Oregon, negli Stati Uniti d'America.
Fu completato nel 1938 dallo studio Trowbridge & Livingston e costruito in stile Art déco.